# Marcel Sommelet
Marcel Sommelet (* 16. Januar 1877 in Langres; † 17. Oktober 1952 ebenda) war ein französischer Chemiker (Organische Chemie). 
Sommelet war der Sohn eines Apothekers, erhielt 1902 in Paris einen Abschluss in Pharmazie und wurde 1906 bei Auguste Béhal in Paris  promoviert.  Er war Dozent an der Sorbonne an der Fakultät für Pharmazie und ab 1934 Professor für Organische Chemie.
Auguste Béhal (1859–1941) und er berichteten im Jahre 1904 zum ersten Mal von der Béhal-Sommelet-Umlagerung. Er ist der Namensgeber der Sommelet-Synthese (1913, Umwandlung von Alkylhalogeniden in Alkylaldehyde) und der Sommelet-Hauser-Umlagerung.